# Rosemary Harris

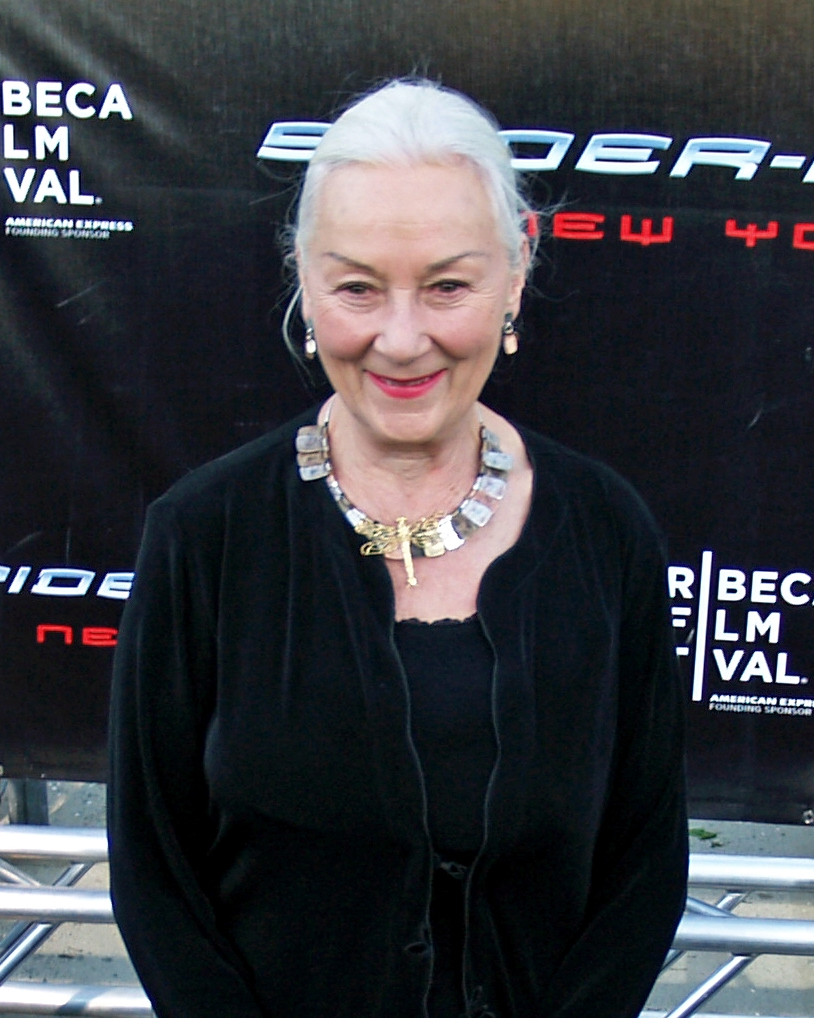
Rosemary Harris (2007)

Rosemary Ann Harris (* 19. September 1927 in Ashby, Suffolk, England) ist eine britische Schauspielerin. Neben einer erfolgreichen, sieben Jahrzehnte währenden Bühnenkarriere trat sie seit Anfang der 1950er Jahre in über 50 Film- und Fernsehrollen in Erscheinung. Für ihre Theaterarbeit erhielt sie unter anderem einen Tony Award, ihre Darstellungen in Film und Fernsehen brachten ihr einen Emmy, einen Golden Globe Award sowie eine Oscar-Nominierung ein.

## Leben

### Ausbildung und Broadway-Debüt
Harris wurde 1927 (anderen Angaben zufolge 1930) als Tochter von Stafford Berkley Harris und seiner Ehefrau Enid Maude Frances in der englischen Grafschaft Suffolk geboren. Kurze Zeit später zog die Familie nach Indien, wo Harris bis zu ihrem sechsten Lebensjahr aufwuchs. Nach ihrem Schulabschluss bereitete sie sich zunächst auf eine berufliche Laufbahn als Krankenschwester vor, ehe sie ihre Pläne verwarf und ins Schauspielfach wechselte. 1948 feierte die charismatische Schauspielerin ihr Bühnendebüt in dem Stück Winter Sunshine, in dem sie nur einen einzigen Satz vorzutragen hatte. Von 1951 bis 1952 studierte Rosemary Harris an der renommierten Royal Academy of Dramatic Art in London, wo sie zum Ende ihrer Ausbildung die Bancroft Gold Medal für ihre Leistung in Washington Irvings The Heiress erhielt. 1951 feierte Harris in den Vereinigten Staaten ihr Fernsehdebüt mit Cradle of Willow. Kurze Zeit später gab sie auch am New Yorker Broadway ihr Theaterdebüt in Moss Harts Stück Climate of Eden (1952), in dem sie von Kritikern als „allerschönstes Mädchen am Broadway“ gefeiert wurde. Obwohl man das Schauspielensemble mit dem Theatre World Award auszeichnete, wurde das Stück nur zwanzig Mal aufgeführt. Nach Einstellung des Spielbetriebs kehrte Harris in ihre Heimat England zurück und debütierte im Londoner West End in der britischen Premiere von The Seven Year Itch (1952), das ein Jahr lang im Aldwych Theatre aufgeführt wurde. Das Stück wurde zwei Jahre später von Billy Wilder unter dem Titel Das verflixte 7. Jahr, in dem Marilyn Monroe Harris’ Part übernahm, verfilmt.
Von 1954 bis 1955 war Rosemary Harris Mitglied des Bristol Old Vic. Hier war sie unter anderem als Beatrice in William Shakespeares Viel Lärm um Nichts und als Elizabeth Proctor in Arthur Millers Hexenjagd zu sehen. Nach der Saison in Bristol wechselte Harris zum Ensemble des renommierten Old Vic Theatres in London. Hier war sie u. a. als Desdemona gemeinsam mit Richard Burton in einer Produktion von Othello zu sehen. Es folgte unter der Regie von Tyrone Guthrie die weibliche Titelrolle der Cressida in der Shakespeare-Komödie Troilus und Cressida, die von der jahrelangen Belagerung Trojas handelt. Im Dezember 1956 wiederholte sie diese Rolle, als die Old Vic Company kurzweilig das Stück am New Yorker Broadway aufführte.
Am Ende der Theatersaison beschloss Harris, in New York zu bleiben. 1957 folgten vermehrt Rollen im US-amerikanischen Fernsehen, darunter drei Episoden in Alfred Hitchcocks Fernsehreihe Alfred Hitchcock Presents sowie die Fernsehproduktion von Hitchcocks Verdacht beim The Kraft Television Theatre. 1958 folgte ein weiterer Broadway-Auftritt mit dem Stück Interlock, in dem Harris an der Seite von Celeste Holm am ANTA Playhouse agierte. Dem Stück war nur wenig Erfolg bei Publikum und Kritikern beschieden und wurde nur vier Mal aufgeführt. Es folgte von 1958 bis 1959 das Stück The Disenchanted, in dem sie an der Seite von Jason Robards zu sehen war. Zu den Fernsehproduktionen, in denen sie im Jahre 1958 mitwirkte, gehörten u. a. die Hauptrollen in den NBC-Filmen Dial M For Murder, das vier Jahre zuvor mit Grace Kelly in der Hauptrolle verfilmt worden war, sowie der Part der Cathy in Wuthering Heights, wo sie wiederum an der Seite von Richard Burton agierte.

### Erfolg mit „Der Löwe im Winter“

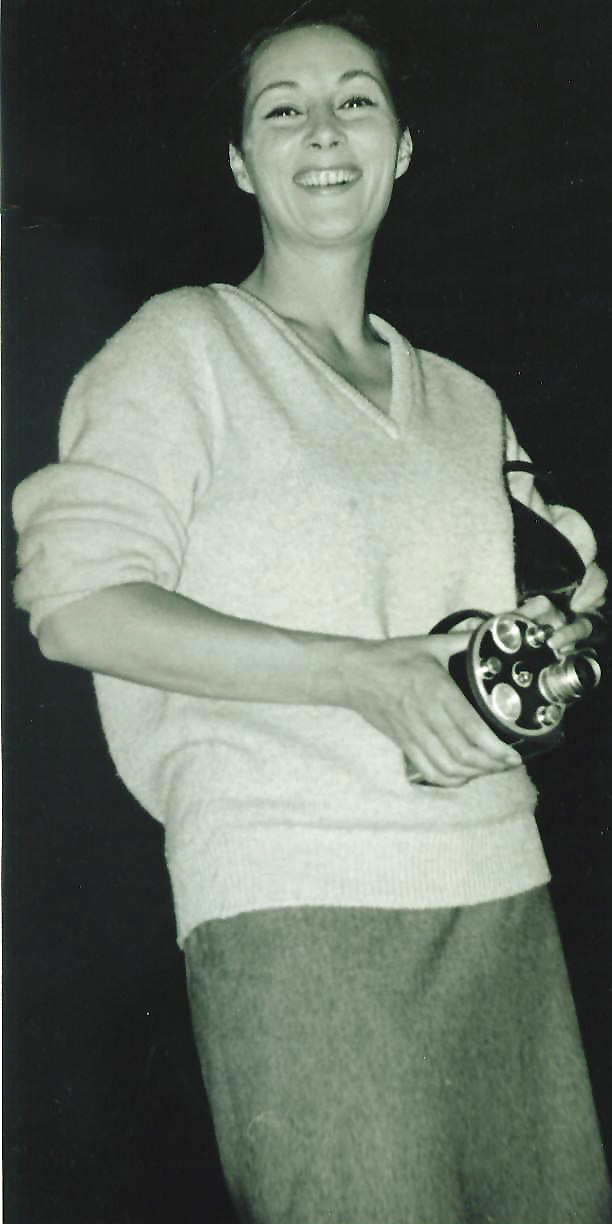
Harris im Juli 1962 beim Chichester Festival Theatre

Im Jahre 1959 lernte Harris den drei Jahre jüngeren US-amerikanischen Schauspieler Ellis Rabb kennen, der von einer eigenen Theatergruppe träumte. Beide heirateten im Dezember 1959, und Rabb gründete zusammen mit ihr die APT (The Association of Producing Artists). In den folgenden Jahren avancierte Harris zu einer enormen populären und vielseitigen Darstellerin auf beiden Seiten des Atlantiks, die sowohl in klassischen wie auch in modernen Theaterrollen Publikum und Kritiker überzeugte. 1963 kehrte die Schauspielerin nach England zurück und wurde Mitglied von Laurence Oliviers National Theatre Company, in der sie in Hamlet als Ophelia an der Seite von Peter O’Toole agierte und auch als Ilyena neben Laurence Olivier in Onkel Wanja zu sehen war. Während sie in dieser Zeit vielfach in Inszenierungen der APT auftrat, markierte das Jahr 1966 einer ihrer größten Erfolge. In dem Stück Der Löwe im Winter von James Goldman spielte sie bei der Premiere am New Yorker Broadway die weibliche Hauptrolle der Eleonore von Aquitanien. Das Ränkespiel am englischen Königshof um das Jahr 1183 brachte ihr einen Tony Award als Beste Hauptdarstellerin in einem Theaterstück ein. Der Löwe im Winter wurde zwei Jahre später von Anthony Harvey mit Peter O’Toole, Anthony Hopkins und Katharine Hepburn verfilmt, wobei Hepburn den Part von Harris übernahm, wofür sie mit einem Oscar ausgezeichnet wurde.
Auf den großen Erfolg mit Der Löwe im Winter folgte der Bruch mit ihrem Ehemann Ellis Rabb, der sie in einem der letzten ATP-Stücke als Natasha in Krieg und Frieden in Szene setzte. Beide ließen sich 1967 scheiden, und im gleichen Jahr heiratete Rosemary Harris am 21. Oktober den zwei Jahre älteren US-amerikanischen Schriftsteller und Drehbuchautor John Ehle. Mit ihm reiste sie im Frühling 1969 nach London, wo sie in Neil Simons Stück Plaza Suite neben Paul Rogers zu sehen war und dafür den renommierten Evening Standard Award gewann, bevor sie wieder in die Vereinigten Staaten zurückkehrte. Nach der Geburt ihrer Tochter Jennifer feierte Harris weiterhin Erfolge auf der Bühne, sowohl in klassischen wie auch in modernen Rollen. Zu den wichtigen Bühnenrollen in ihrer Karriere gehören die eigenwillige Anna in Harold Pinters Alte Zeiten (1971); in The Royal Family (1975); die Rolle einer einfachen englischen Hausfrau, die ihre Nachbarn als Spione entlarvt in Ein Haufen Lügen (1985); die Mutter einer Diabetikerin (gespielt von Joely Richardson) in Steel Magnolias (1991); die resolute Großmutter in Neil Simons Lost in Younkers (1992); die frustrierte wie gleichermaßen snobistische Ehefrau in Ein Inspektor kommt (1994) und die selbstzufriedene Agnes in Edward Albees Empfindliches Gleichgewicht (1996).
Für den wichtigen US-amerikanischen Theaterpreis, den Tony Award, war sie nach dem Erfolg von Ein Löwe im Winter weitere sieben Mal als beste Hauptdarstellerin nominiert. Ihren Rekord von drei Nominierungen in Folge (1984–1986) konnte bisher kein anderer Theaterschauspieler  aufstellen. Bei ihrer letzten Nominierung in der Kategorie Beste Hauptdarstellerin im Jahr 2000 für Waiting in the Wings musste sie sich ihrer Tochter Jennifer Ehle geschlagen geben, die ebenfalls ins Schauspielfach wechselte. Zwei Jahre später erhielt Harris für ihre Mitwirkung in dem Off-Broadway-Stück All Over einen Obie Award. 2010 brachte ihr die Darstellung der Fanny Cavendish in der Wiederaufnahme von George S. Kaufmans und Edna Ferbers The Royal Family eine weitere Tony-Nominierung als Beste Nebendarstellerin ein.

### Filmkarriere
Ihre Filmkarriere ordnete Harris stets ihrer Arbeit am Theater unter, doch spielte sie während ihre bald sechzig Jahre währenden Schauspielkarriere in fast fünfzig Film- und Fernsehproduktionen. Ihr Filmdebüt hatte sie 1954 mit der Nebenrolle der Mrs. Fitzherbert in Curtis Bernhardts Drama Beau Brummell – Rebell und Verführer an der Seite von Stewart Granger, Peter Ustinov und Elizabeth Taylor. Ihr US-Filmdebüt erfolgte 1968 in Jacques Charons Komödie Ein Floh im Ohr, die auf dem gleichnamigen Theaterstück von Georges Feydeau basiert, und in der sie ihren Filmehemann Rex Harrison verdächtigt, eine heimliche Affäre zu unterhalten. Zu Harris’ bekannteren Werken zählen die siebenteilige BBC-TV-Miniserie Notorious Woman (1974), in der sie die französische Schriftstellerin George Sand verkörperte. Für die im Rahmen der Fernsehserie Masterpiece Theatre ausgestrahlte Serie, erhielt sie den wichtigsten US-amerikanischen Fernsehpreis Emmy. 1978 folgte Marvin J. Chomskys TV-Mini-Serie Holocaust – Die Geschichte der Familie Weiß, in der Harris an der Seite von u. a. James Woods, Meryl Streep und Ian Holm die aristokratische Berta Palitz-Weiß, das weibliche Oberhaupt einer jüdisch-deutschen Arztfamilie darstellte, deren Mitglieder fast alle dem Holocaust zum Opfer fallen. Für ihre Rolle erhielt Harris 1979 einen Golden Globe sowie eine Emmy-Nominierung.
Nach ihren Auftritten in Franklin J. Schaffners Thriller The Boys from Brazil (1978) und in der Fernseh-Miniserie Der lange Treck (1979/80), über eine Pioniersfamilie in Virginia um 1844, folgte eine weitere Nebenrolle in Richard Eyres Politdrama The Poughman's Lunch (1983) in der sie an der Seite von Jonathan Pryce und Tim Curry agierte. Den bisher größten Erfolg ihrer Filmkarriere erlebte sie mit einer weiteren Nebenrolle; in Brian Gilberts Filmbiografie Tom & Viv, in der sie neben Miranda Richardson und Willem Dafoe als Mutter von T. S. Eliots geisteskranker Ehefrau agierte. Hierfür erhielt Harris Lob von den Kritikern, den Preis des National Board of Review und wurde außerdem das erste und bisher einzige Mal in ihrer Karriere 1995 für einen Oscar als beste Nebendarstellerin nominiert. 1999 agierte Harris an der Seite ihrer Tochter Jennifer Ehle in István Szabós Ein Hauch von Sonnenschein. In dem Generationenportrait einer ungarisch-jüdischen Familie verkörperte Harris die Rolle der Matriarchin Valerie Sors, während ihre Tochter die junge Valerie darstellte. Mutter und Tochter hatten davor bereits 1992 als junge und alte Calypso in Peter Halls vierteiligem Fernsehmehrteiler The Camomile Lawn mitgewirkt.
Das Jahr 2000 brachte Harris die Zusammenarbeit mit dem US-amerikanischen Regisseur Sam Raimi, in dessen Horrorfilm The Gift – Die dunkle Gabe sie einen kurzen Cameo-Auftritt als Großmutter von Cate Blanchett hatte. 2002 besetzte Raimi Harris als resolute Tante May in der Verfilmung der Comic-Serie Spider-Man. Der Film wurde ein weltweiter Erfolg an den Kinokassen und machte die Schauspielerin vor allem auch einem jüngeren Publikum bekannt. Harris übernahm die Rolle danach auch noch im zweiten (2004) wie auch im dritten Teil (2007) der Comic-Saga. 2004 war Harris darüber hinaus, erneut unter István Szabós Regie, in dem Drama Being Julia als Mutter von Annette Bening zu sehen wie auch in dem Fernsehfilm Familienanschluß, an der Seite von Brenda Blethyn und Kevin Whately.
Privat lebte Harris gemeinsam mit ihrem zweiten Ehemann John Ehle (1925–2018) im US-amerikanischen Winston-Salem.

## Filmografie (Auswahl)
- 1954: Beau Brummell – Rebell und Verführer (Beau Brummell)
- 1955: Othello (Fernsehfilm)
- 1957: The Shiralee
- 1963: Uncle Vanya
- 1968: Ein Floh im Ohr (A Flea in Her Ear)
- 1974: Notorious Woman (Fernsehminiserie)
- 1977: The Royal Family (Fernsehfilm)
- 1978: Holocaust – Die Geschichte der Familie Weiß (Holocaust, Fernsehminiserie)
- 1978: The Boys from Brazil
- 1979: Der lange Treck (The Chisholms, Fernsehminiserie)
- 1983: To the Lighthouse (Fernsehfilm)
- 1983: The Ploughman’s Lunch
- 1986: Heartbreak House (Fernsehfilm)
- 1987: Verhängnisvolle Liebe (Strange Interlude)
- 1988: Sarah und Sam (Crossing Delancey)
- 1989: The Delinquents – Sie sind jung und wollen frei sein (The Delinquents)
- 1992: The Camomile Lawn (Fernsehminiserie)
- 1994: Tom & Viv
- 1996: Death of a Salesman (Fernsehfilm)
- 1996: Die kleinen Reiter (The Little Riders, Fernsehfilm)
- 1996: Hamlet
- 1999: My Life So Far (Fernsehfilm)
- 1999: Ein Hauch von Sonnenschein (Sunshine)
- 2000: The Gift – Die dunkle Gabe (The Gift)
- 2001: Über kurz oder lang (Blow Dry)
- 2002: Spider-Man
- 2003: Broadway: The Golden Age, by the Legends Who Were There (Dokumentarfilm)
- 2004: Spider-Man 2
- 2004: Being Julia
- 2004: Familienanschluss (Belonging, Fernsehfilm)
- 2007: Spider-Man 3
- 2007: Tödliche Entscheidung – Before the Devil Knows You’re Dead
- 2008: Is There Anybody There?
- 2010: Radio Free Albemuth
- 2012: Das gibt Ärger (That Means War)
- 2015: Die Trapp Familie – Ein Leben für die Musik
- 2020: The Undoing (Mini-Fernsehserie)

## Bühnenstücke (Auswahl)
- 1948: Wintersunshine
- 1952: Climate of Eden – New York
- 1953: Das verflixte 7. Jahr (The Seven Year Itch) – London
- 1954: Viel Lärm um Nichts (Much Ado About Nothing) als Beatrice – Bristol
- 1954: Hexenjagd (The Crucible) als Elizabeth Proctor – Bristol
- 1955: Othello als Desdemona – London (mit Richard Burton)
- 1958: Interlock – New York (mit Celeste Holm)
- 1958: The Disenchanted – New York (mit Jason Robards)
- 1962: The Broken Heart
- 1962: Chances
- 1963: Hamlet als Ophelia – London (mit Peter O’Toole)
- 1963: Uncle Vanya als Ilyean – London (mit Laurence Olivier)
- 1964: Othello
- 1966: Der Löwe im Winter (The Lion in Winter) als Eleonore von Aquitanien – New York
- 1969: Plaza Suite – London (mit Paul Rogers)
- 1971: Old Times als Anna
- 1973: Endstation Sehnsucht (A Streetcar Named Desire) als Blanche DuBois – New York
- 1975: The Royal Family als Julie Cavendish
- 1984: Heartbreak House als  Hesione Hushabye (mit Rex Harrison)
- 1985: Pack of Lies als Barbara Jackson
- 1986: Hay Fever
- 1987: The Best of Friends (mit John Gielgud und Ray McAnally)
- 1991: Steel Magnolias als M'Lynn Eatenton – London
- 1992: Lost in Yonkers als Grandma Kurnitz
- 1994: An Inspector Calls – New York
- 1995: Women of Troy als Hecuba – London
- 1996: A Delicate Balance – New York (mit George Grizzard und Elaine Stritch)
- 1999: Waiting in the Wings (mit Lauren Bacall)
- 2002: All over – New Jersey
- 2009: The Royal Family als Fanny Cavendish – New York
- 2011: The Road to Mecca als Miss Helen

## Auszeichnungen

### Theater
Tony Award
- 1966: Beste Hauptdarstellerin in einem Theaterstück – Drama für Der Löwe im Winter
- 1972: nominiert als Beste Hauptdarstellerin in einem Theaterstück – Drama für Old Times
- 1976: nominiert als Beste Hauptdarstellerin in einem Theaterstück für The Royal Family
- 1984: nominiert als Beste Hauptdarstellerin in einem Theaterstück für Heartbreak House
- 1985: nominiert als Beste Hauptdarstellerin in einem Theaterstück für Pack of Lies
- 1986: nominiert als Beste Hauptdarstellerin in einem Theaterstück für Hay Fever
- 1996: nominiert als Beste Hauptdarstellerin in einem Theaterstück für A Delicate Balance
- 2000: nominiert als Beste Hauptdarstellerin in einem Theaterstück für Waiting in the Wings
- 2010: nominiert als Beste Nebendarstellerin in einem Theaterstück für The Royal Family

Drama Desk Award
- 1972: Beste Darstellung in einem Theaterstück für Old Times
- 1973: Beste Darstellung in einem Theaterstück für The Merchant of Venice und A Streetcar Named Desire
- 1976: Beste Hauptdarstellerin in einem Theaterstück für The Royal Family
- 1984: nominiert als Beste Hauptdarstellerin in einem Theaterstück für Heartbreak House
- 1985: Beste Hauptdarstellerin in einem Theaterstück für Pack of Lies
- 1996: nominiert als Beste Hauptdarstellerin in einem Theaterstück für A Delicate Balance

Obie Award
- 2003: Beste Darstellerin für All Over

Theatre World Award
- 1953: Auszeichnung für The Climate of Eden

### Film und Fernsehen
Oscar
- 1995: nominiert als Beste Nebendarstellerin für Tom & Viv

British Academy Film Award
- 1984: nominiert als Beste Nebendarstellerin für The Ploughman's Lunch

Emmy
- 1976: Beste Hauptdarstellerin in einer TV-Mini-Serie für Notorious Woman
- 1979: nominiert als Beste Hauptdarstellerin in einer TV-Mini-Serie für Holocaust

Genie Awards
- 2000: nominierte als Beste Hauptdarstellerin für Sunshine – Ein Hauch von Sonnenschein

Golden Globe Award
- 1976: nominiert als Beste Hauptdarstellerin in einer TV-Mini-Serie – Drama für Notorious Woman
- 1979: Beste Hauptdarstellerin in einer TV-Mini-Serie – Drama für Holocaust

National Board of Review
- 1994: Beste Nebendarstellerin für Tom & Viv

Golden Satellite Awards
- 2001: Beste Nebendarstellerin für Sunshine – Ein Hauch von Sonnenschein (gemeinsam mit Jennifer Ehle)